# Битри сир Оаз
Битри сир Оаз (фр. Butry-sur-Oise) је насељено место у Француској у региону Париски регион, у департману Долина Оазе.
По подацима из 2011. године у општини је живело 2057 становника, а густина насељености је износила 791,15 становника/km².

## Демографија
| 1962. | 1968. | 1975. | 1982. | 1990. | 2011. |
| ----- | ----- | ----- | ----- | ----- | ----- |
| 818   | 883   | 997   | 1.646 | 1.878 | 2.057 |